# 仁科盛能
仁科 盛能（にしな もりよし）は、戦国時代の武将。信濃国安曇郡森城主。

## 生涯
仁科氏は安曇郡の国人。仁科盛直の代に文明12年（1480年）の穂高合戦において信濃守護・小笠原長朝に敗北して一時諏訪氏を頼るが、両氏系図によれば盛能は小笠原長時に娘を迎え臣従し、のち長時と共に信濃に侵攻してきた甲斐国の武田晴信に抵抗する。
天文17年（1548年）には上田原の戦いで武田晴信が更級郡葛尾城主・村上義清に敗れたのに乗じて、小笠原長時らと武田領の下諏訪へ侵攻する。しかし長時が盛能の諏訪支配を認めなかったことから対立し、早々に兵を引き上げた。このことが同年の塩尻峠の戦いでの小笠原方の大敗に繋がった。
『高白斎記』天文19年（1550年）7月15日条によれば、仁科上野介（盛政か）と共に駒井高白斎と交渉し、小笠原長時が追放されると武田家に出仕した。なお、同年には盛能の判物状が発給されており、仁科氏独自の領域支配を示す文書となっている。以来、『高白斎記』や弘治2年（1556年）の仁科神明宮棟札では名前が見られないことから、盛康へと当主交代がされたと考えられている。